# Сефердзиево училище
Сефердзиевото училище (на гръцки: Σεφέρτζειο Σχολείο) е историческа постройка в град Негуш (Науса), Гърция.
Училището е разположено на площад „Ироес“, над улица „Софрониос“ и до църквата „Преображение Господне“. До сградата на Сефердзиевото училище е основната сграда на Четвърто общинско училище (4ο Δημοτικό Σχολείο Νάουσας).
Строежът на сградата е започнат с дарение от ошлянците, заселени в Негуш. Първоначално ошлянците в Негуш организират строежа на забавачница, която след това е дарена на Негушката гръцка община. Първият етаж е завършен в 1897 година. С дарение на индустриалеца Сефердзис е завършен и вторият етаж в 1915 година. Мраморен надпис на училището гласи:
| „ | ΑΝΗΓΕΡΘΗ ΜΕΧΡΙ ΤΟΥ Β΄ ΟΡΟΦΟΥ ΔΑΠΑΝΑΙΣ ΤΗΣ ΟΡΘΟΔΟΞΟΥ ΕΛΛΗΝΙΚΗΣ ΚΟΙΝΟΤΗΤΟΣ ΝΑΟΥΣΑΣ ΚΑΙ ΤΩΝ ΟΣΛΙΑΝΙΤΩΝ ΤΟΥ ΕΤΟΥΣ 1897 Издигна се до втория етаж със средствата на Православната негушка гръцка община и на ошлянци в 1897 година | “ |

В странична едноетажна сграда, построена в 1870 година на мястото на днешната основна сграда на Четвърто общинско училище, се е помещавало девическото училище. След училищната реформа в 1929 година двете училища се сливат и е основано съвременното Четвърто начално общинско училище.
В 1986 година сградата е обявена за паметник на културата.